# 田中市兵衛

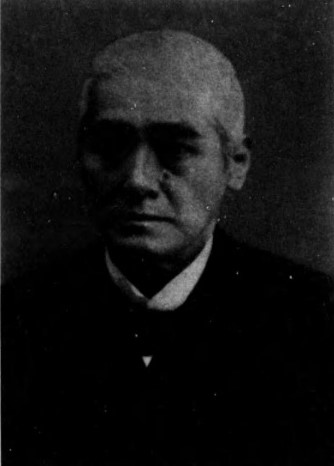
田中市兵衛

田中 市兵衛（たなか いちべえ、1838年10月23日（天保9年9月6日） - 1910年（明治43年）7月25日）は、明治時代に活躍した実業家、政治家で関西経済界の重鎮。肥料、銀行、紡績、貿易、海運、新聞、桟橋、鉄道などの経営を手がけ、今日の多くの名門企業の前身を築いた。数寄者としても有名で号を得福亭と称す。大阪商工会議所会頭、大阪肥料取引所理事長、大阪市会議員、大阪府会議員、衆議院議員を務め、正六位、1903年（明治36年）勲五等、1906年（明治39年）勲四等旭日小綬章。

## 生い立ち
1838年（天保9年）9月、大阪靱(現在の大阪市西区)で田中八郎の子として生まれる。田中家は祖先以来数代を重ねた大阪生え抜きの豪商で、累代の家業は干鰯問屋ですなわち肥料商であった。1868年（明治元年）に祖父の業をついで商売をはじめ、やがて大阪だけではなく近畿一円にわたる広汎なる地域にまで肥料を販売するようになり、強固なる地盤を築いた。

## 第四十二国立銀行
田中の商業上の熱意は単に家業を守ることだけにとどまらず、1877年（明治10年）には早くも金沢仁兵衛とともに、第四十二国立銀行を江戸堀三丁目に設立して、その頭取となり、その頭角をあらわしはじめた。第四十二国立銀行は西区江戸堀三丁目において、1878年（明治11年）10月18日に開業した。資本金は20万円であった。この銀行は1898年（明治31年）10月に満期となった。田中はこの銀行を根拠として発展する。
後に、北浜銀行に継承され、摂陽銀行に改称された後、大正15年三十四銀行と合併、三和銀行を経て、三菱UFJ銀行に受け継がれた。
三和グループ・みどり会に属する双日、ユニチカ、南海電気鉄道、日本興亜損害保険（現・損害保険ジャパン）の他、日本生命保険、阪神電気鉄道、三井倉庫ホールディングス、商船三井、東洋紡、関西電力は何れも第四十二国立銀行が手掛けた事業、関わった事業である。また田中は日本銀行創業期に、政治家として、また株主として大きく貢献した。

## 関西貿易会社
田中は当時から世界の大勢に着目し、1881年（明治14年）に北海道に渡る。この頃北海道に渡るということは、その後の渡米以上の遠隔地への探検旅行でこれは、関西貿易会社に関してであった。同年6月、五代友厚は中野梧一、広瀬宰平、杉村彦太郎、藤田伝三郎その他の有志とはかり、資本金100万円をもって関西貿易社を創立し、本社を大阪靭北通一丁目三番地においた。当時政府はには開拓使を廃し、官有物一切を民間に払い下げようとする議があり、それと相表裏して五代友厚は、中野吾一、田中市兵衛とともに北海道に至り、つぶさに各地の状況を視察し、まず、岩内炭坑および厚岸山林の払い下げをうけ、石炭、木材を海外に輸出して、国富の増進をはかるとともに、北海道沿岸の海産物を採取して、内地の需要にあてようとし、14年7月このことを開拓長官に出願した。この会社は1890年（明治23年）12月に解散する。

## 神戸桟橋株式会社
北海道から帰った田中は将来の日本が外国と商取引をするには経済の中心地である大阪か、またはその近くに港を開かねばならぬと考えた。五代が日本でも桟橋をつくって貿易の便をはかりたいと考え、鴻池、住友、藤田とともに神戸桟橋会社を1884年（明治17年）11月に発足した。田中は1885年（明治19年）7月にその相談役となり、1893年（明治26年）に社長となった。1909年（明治42年）にいよいよ神戸港の建設にかかり、神戸桟橋も買い上げることにした。この買い上げは当時五十五万円といわれたが、田中は総理大臣桂太郎あてに手紙を出して、五万円つりあげ、六十万円で買い上げさせることに成功した。またその倉庫も三井に売却し、神戸の湊川の改修工事をもなし、新開地を繁華街としたのも田中の功績の1つであった。

## 財界有力者としての活躍
1885年（明治18年）には松本重太郎らとともに、阪堺鉄道をおこし、山陽、九州、豊前、阪鶴、京都、南海（南海電気鉄道）、阪神（阪神電気鉄道）の各鉄道会社の創立に参画した。また日本生命、日本火災、大阪倉庫、浪花紡績、摂津紡績、日本綿花（双日株式会社）、日本紡績（ユニチカ株式会社）、汽車製造（川崎重工業株式会社）の各社にも関係したが、それらはさきにのべた第四十二国立銀行を足場とし、また別に経営していた大阪商船会社を基盤としていた。この2つの事業の成功によって田中は関西の事業界を圧倒した。他にも五代友厚と共に、大阪株式取引所（後の大阪証券取引所）、大阪商法会議所（現・大阪商工会議所）、大阪商業講習所（現・大阪市立大学）、大阪製銅、関西貿易社、共同運輸会社、神戸桟橋、などを設立した。明治31年（1898年）時点で役員として関わっていた企業は20社を数え、29社の渋沢栄一、26社の松本重太郎、21社の山中利右衛門に次ぐ多さだった。

## 大阪商船会社
1884年（明治17年）5月、広瀬宰平他数名は、多数の船主をして合同させ、一大船会社・船舶93隻、資本金120万円の大阪商船会社を設立した。約1年おくれて、1885年（明治18年）10月には三菱会社と共同運輸会社とが同併して、日本郵船会社が設立した。田中は、1894年（明治27年）に監査役となって、1895年（明治28年）に社長となった。社長としての期間は短かったが、非常な業績をあげた。1898年（明治31年）逓信省の鉄道局長をしていた中橋徳五郎（娘婿）を後継者に選び、大阪商船の基礎をつくった。1964年（昭和39年）4月 三井物産から分離された三井船舶と大阪商船と合併し、大阪商船三井船舶株式会社となった。　その後、1999年（平成11年）4月 に大阪商船三井船舶とナビックスラインが合併し、商船三井となった。これらの名残は今も船舶の「ＭＯＬ」の文字に残る。

## 日本綿花の経営
日本綿花創業まもなく、1894年（明治27年）には綿花取引量が増加したにもかかわらず、為替相場暴落で当時としてはかなりの損失を生じ、1895年（明治28年）田中が社長に就任して、挽回、回復につとめた。ここで田中は創業期の基礎をかため1898年（明治31年）10月に辞任して、竹尾治右衛門に社長をゆずった。1901年（明治34年）1月に竹尾の後を受けて田中の嗣子田中市太郎が社長に昇任するが1908年（明治41年）病死する。そこで同年11月の臨時株主総会において田中市兵衛と竹尾治右衛門を取締役に加え、田中は再び社長に就任し1910年（明治43年）9月まで在任した。

## 親族
長男・田中市太郎（1865－1908）は、明治16年大阪製燧の創立に関わり、摂津製油、大阪アルカリ、大阪セメントなどの取締役を務め、日本綿花社長、大阪商業会議所副会頭に就任したが、44歳で急逝した。その長男・市蔵（1892年生）は1910年に市兵衞の死跡を相続し、1917年に神戸高等商業学校を卒業したのち、安治川土地、三十四銀行、大阪商船、共栄土地、安田信託、中央火災傷害保険などの重役を務め、大阪府多額納税者にして屈指の資産家として知られた。妻の美穗は日本銀行総裁土方久徴長女。市蔵の叔母の夫に日産財閥の山田敬亮（1881年－1944年）がいる。